# Станянци (Софийская область)
Станянци (Станинци, болг. Станянци, Станинци) — село в Болгарии. Находится в Софийской области, входит в общину Годеч. Население составляет 7 человек (2022).

## Политическая ситуация
Станинци подчиняется непосредственно общине и не имеет своего кмета.
Кмет (мэр) общины Годеч — Владимир Аспарухов Александров Болгарская социалистическая партия (БСП) по результатам выборов в правление общины.

## Фото
На окраине села находится карьер по добыче бурого угля.